# Слот (авиация)
Вижте пояснителната страница за други значения на Слот.
Слот (в авиацията) е кратък времеви период, даден от въздушно диспечерство на контролната кула на дадено летище, през който даден самолет трябва да излети.
В случай че през този период летателният апарат не напусне летището, полетният му план се анулира. При такава ситуация се прави нов план за полет, който трябва да чака одобрение от упълномощения орган за контрол на въздушното движение и (за Европа) системата „Евроконтрол“.
Обикновено тази процедура означава минимум двучасово забавяне на часа на излитането, което причинява по-нататъшни закъснения и загуби за съответната авиокомпания. Поради тази причина основна политика на повечето авиокомпании е стриктното спазване на слотовите времена, освен при крайни ситуации на тежки повреди или други независещи от пилотите или компанията фактори, като закъснение на пристигането на цистерните с гориво за презреждане, стачки в хандлинга (фирмите за наземно обслужване на самолета) и др.
Общо взето нови слотове се дават само в случаи на особено натоварен въздушен трафик, когато е необходимо освобождаване на паркингово място за наближаващи за кацане самолети или по време на изпълнението на големи международни военни въздушни учения в близост до съответното летище.